# Bahnhof Wiesbaden-Igstadt
Der Bahnhof Wiesbaden-Igstadt ist der Bahnhof des Stadtteils Igstadt der hessischen Landeshauptstadt Wiesbaden und liegt an Streckenkilometer 9,2 der von Wiesbaden Hauptbahnhof nach Niedernhausen (Taunus) führenden Ländchesbahn.

## Geschichte
Der Bahnhof wurde am 1. Juli 1879 durch die Hessische Ludwigsbahn eröffnet und trug damals die Bezeichnung Igstadt. Zum 7. Oktober 1928 wurde er in Wiesbaden-Igstadt umbezeichnet.

## Empfangsgebäude
Das aus Backsteinen 1926 errichtete Empfangsgebäude ist zweigeschossig mit Walmdach, einem mittleren und zwei seitlichen Eingangsrisaliten, liegt westlich der Gleise und ist ein Kulturdenkmal nach dem Hessischen Denkmalschutzgesetz. Ein eingeschossiger Güterschuppen ist nördlich angebaut.

## Infrastruktur
Die Weichen und Flügelsignale in Igstadt wurden mit Hilfe eines mechanischen Stellwerks gesteuert, das sich im rechten Teil des Bahnhofsgebäudes befand. Seit dem Rückbau der Bahnanlagen im benachbarten Bahnhof Erbenheim befindet sich in Igstadt das letzte verbliebene Ausweichgleis der eingleisigen Ländchesbahn. Nördlich des Bahnhofs befand sich ein inzwischen rückgebauter Gleisanschluss zum Raiffeisen-Agrarlager.
Mitte Juli 2017 wurden die mechanischen Flügelsignale und Weichenantriebe mit Drahtzugleitung abgebaut. An ihrer Stelle wurden Lichtsignale errichtet. Seitdem ist der Bahnhof nicht mehr vor Ort durch einen Fahrdienstleiter besetzt, sondern wird von Wiesbaden aus ferngesteuert.
Bahnhofsgebäude und Bahnsteige sind derzeit nur von der der Ortsmitte abgewandten Schienenseite zugänglich.

## Geplanter Ausbau
Der Bahnhof sollte ab Juni 2022 ausgebaut werden (Stand: Februar 2020). Zunächst war die Erneuerung des Hausbahnsteiges sowie der Neubau eines Außenbahnsteiges mit höhengleichem Schienenüberweg vorgesehen. Die neuesten Planungen sehen dagegen den Bau eines 140 Meter langen Mittelbahnsteigs vor, der über barrierefreie Rampen sowohl von der Ost- als auch von der Westseite erreichbar sein soll. 2022 wurden die Bahnsteige provisorisch auf 76 cm erhöht, ein Ausbau ist aber noch nicht erfolgt.

## Betrieb

### Bahnverkehr
Der Bahnhof liegt im Tarifgebiet des Rhein-Main-Verkehrsverbundes (RMV). Es besteht jedoch ein Übergangstarif zum Rhein-Nahe-Nahverkehrsverbund (RNN). Im Bahnhof Igstadt halten Regionalbahnen der Hessischen Landesbahn im 30-Minuten-Takt, abends nach 20 Uhr und an Wochenenden im 60-Minuten-Takt.
| Linie | Verlauf | Takt                                    |
| ----- | --- | --------------------------------------- |
| RB 21 | Ländchesbahn: Wiesbaden Hbf – Wiesbaden-Erbenheim – Wiesbaden-Igstadt – Auringen-Medenbach – Niedernhausen (Taunus) (– Idstein (Taunus) – Wörsdorf – Bad Camberg – Niederselters – Oberbrechen – Niederbrechen – Lindenholzhausen – Eschhofen – Limburg (Lahn)) (einzelne Fahrten) Stand: Fahrplanwechsel Dezember 2021 | 30 min (wochentags) 60 min (Wochenende) |

Die ersten Züge fahren um 5.45 Uhr nach Wiesbaden und Limburg, sonntags erst um 8.15 Uhr nach Wiesbaden bzw. um 8.45 Uhr nach Niedernhausen.
Seit dem Fahrplanwechsel im Dezember 2014 wird auch ein Spätverkehr angeboten: Der letzte Zug nach Wiesbaden verlässt Igstadt etwa um 23.15 Uhr sowie etwa um 23.45 Uhr in Richtung Limburg.

### Busverkehr
Der Bahnhof Igstadt ist auch mit den Bussen der ESWE Verkehrsgesellschaft GmbH an den Wiesbadener Nahverkehr angeschlossen. Die nächste Bushaltestelle („Am Wiesenhang“) befindet sich allerdings in einigen hundert Metern Entfernung. Weiterhin sind die Busverbindungen nicht auf die Bahnverbindungen abgestimmt.